# Joseph Clemens von Bayern (1902–1990)

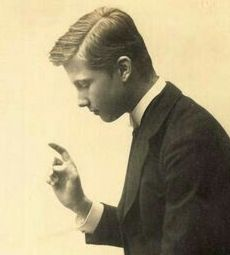
Joseph Clemens von Bayern 1918

Joseph Clemens von Bayern (* 25. Mai 1902 in München; † 8. Januar 1990 ebendort) war ein königlich bayerischer Prinz aus dem Haus Wittelsbach und Kunsthistoriker.

## Leben
Seine Eltern waren Alfons von Bayern und  Louise Victoire, die mütterlicherseits ebenfalls dem Haus Wittelsbach entstammte. Joseph Clemens Prinz von Bayern war Ehren-Großprior des St.-Georg-Ordens. Der Prinz studierte Kunstgeschichte an der Ludwig-Maximilians-Universität und wurde später Kunsthistoriker und bedeutender Sammler historischer Objekte.
Er wurde im Kolumbarium der St.-Michaels-Kirche beigesetzt.